# Tamara Gee
Tamara Gee, pseudonimo di Tamara Diame Wimer, nota precedentemente come Isis Gee (Seattle, 11 ottobre 1972), è una cantautrice statunitense con cittadinanza polacca.
Nel 2005 si è sposata con Adam Gołębiowski e si è trasferita in Polonia. Dal 2009 si divide tra Los Angeles e l'Italia, vicino al lago di Como, a Cernobbio, con suo marito che nello stesso tempo è anche il suo manager. Dal 2013 è testimonial di NEBU, un brand milanese di profumeria di alto livello.

## Biografia
La sua carriera musicale è cominciata quando aveva 8 anni durante una tournée nella costa ovest degli USA, cantando nel Seattle/Northwest Girls Choir. Nel 1989, all'età di 17 anni, ha ottenuto il titolo Best Female Vocalist (Migliore Cantante Femminile) alla Gara Internazionale dei Talenti a Los Angeles, California. 
Sempre da ragazza aveva già avuto esperienze musicale con Tony Bennett e la sua orchestra e con il pianista jazz McCoy Tyner. Lo stile di Isis è definito come moderno, elegante pop, ed è classificato come pop/adult contemporaneo. È una cantante dal talento notevole, che non solo scrive la musica delle sue canzoni ma arrangia anche le parti per gli archi e gli altri strumenti.
Nel 2008 Isis Gee ha partecipato all'Eurofestival cantando For Life, ripescata dalle giurie e finita 24º in finale. Nello stesso anno ha ricevuto il Disco di Platino in Germania dopo aver scritto e cantato insieme a DJ Schiller la canzone Fate che si trova nell'ultimo album di lui Sehnsucht.

## Discografia

### Dischi
- 2002: Phantom Suite
- 2008: Hidden Treasure
- 2009: Christmas Angel

### Singoli
| Anno | Titolo              | Classifiche | Classifiche     | Album                        |
| Anno | Titolo              | POPLista    | Nielsen Airplay | Album                        |
| ---- | ------------------- | ----------- | --------------- | ---------------------------- |
| 2007 | "Hidden Treasure"   | 1           | 3               | Hidden Treasure              |
| 2007 | "What You See"      | -           | -               | Hidden Treasure              |
| 2008 | "For Life"          | 1           | -               | Hidden Treasure              |
| 2008 | "Fate"              | -           | -               | Sehnsucht                    |
| 2008 | "Christmas Angel"   | -           | -               | Christmas Angel              |
| 2009 | "Times of Change"   | -           | -               | Inauguration of Barack Obama |
| 2009 | "Too Far From Here" | -           | -               | RubikOne                     |